# Mwambu
Mwambu är den förste mannen i mytologin hos luhyafolket i Kenya i Afrika.
Mwambu och hans hustru den första kvinnan Sela tilldelades jorden som sitt hem och djuren som sin föda. De levde i trädhus av rädsla för monster.